# Christopher Trimmel
Christopher Trimmel (ur. 24 lutego 1987 w Oberpullendorfie) – austriacki piłkarz występujący na pozycji pomocnika w 1. FC Union Berlin.

## Kariera klubowa
Trimmel treningi rozpoczął w wieku 7 lat w klubie UFC Mannersdorf. W 2006 roku przeszedł do juniorskiej ekipy zespołu ASK Horitschon-Unterpetersdorf, a rok później został włączony do jego pierwszej drużyny. W 2008 roku przeszedł do pierwszoligowego Rapidu Wiedeń. Początkowo występował w jego drużynie amatorskiej. Do pierwszego zespołu awansował w kwietniu 2009. W Bundeslidze zadebiutował 5 kwietnia 2009 w wygranym 4:2 meczu z Austrią Kärnten. W 2009 roku wywalczył z klubem wicemistrzostwo Austrii. 2 sierpnia 2009 w wygranym 5:1 spotkaniu z Austrią Kärnten strzelił trzy gole, które były jego pierwszymi w trakcie gry w Bundeslidze.

## Kariera reprezentacyjna
W reprezentacji Austrii Trimmel zadebiutował 12 sierpnia 2009 w przegranym 0:2 towarzyskim meczu z Kamerunem. W eliminacjach do Mistrzostw Świata 2010 rozegrał jedno spotkanie, jednak nie udało mu się wywalczyć z kadrą awansu na ten turniej.